# 2081 (фильм)
«2081» — короткометражный фантастический фильм, сценаристом и режиссёром которого является Чендлер Таттл. Фильм основан на рассказе Курта Воннегута «Харрисон Бержерон». Главные роли в фильме исполняют Джеймс Космо, Джули Хэгерти и Арми Хаммер. Патрисия Кларксон читает слова рассказчика. Саундтрек к фильму записан при участии «Кронос-квартета» и палаты Чешского филармонического оркестра.
Джон Энтони, главный редактор киножурнала Reel Suave, в своей статье «„2081“ — фильм, который произведёт маленькую революцию», написал, что этот фильм «заставит жужжать множество киноблогов». В фильме используются некоторые идеи Филипа Дика, Филлис Джеймс и Курта Вонегута. Киноблог Filmonic сравнивает этот фильм с «Дитя человеческое».

## Сюжет
На сайте фильма было опубликовано следующее описание сюжета:
В фильме показано антиутопичное будущее, в котором, благодаря 212-й поправке к конституции и неусыпной бдительности генерала равноправия Соединённых Штатов, все, наконец-то, стали равны… Сильные носят вес, красивые носят маски, а умные — наушники, которые испускают громкие звуки, чтобы они не смогли использовать своё интеллектуальное превосходство.

Это драматическая история о разбитой семье, жестоком правительстве и акте неповиновения, который меняет всё.

## В ролях
| Актёр            | Роль              |
| ---------------- | ----------------- |
| Арми Хаммер      | Харрисон Бержерон |
| Джеймс Космо     | Джордж Бержерон   |
| Джули Хагерти    | Хейзел Бержерон   |
| Патриша Кларксон | рассказчик        |

## Создание фильма
Создание двадцатипятиминутного фильма обошлось в 100 000 $.

## Выход фильма
По словам продюсера фильма, Тора Хальворссена, он надеется, что «2081» будет участвовать в кинофестивале Sundance Film Festival 2009 года. Вполне возможно, что фильм также будут возить и на другие кинофестивали.